# The Juan MacLean
Джон Маклин (англ. John MacLean), более известный под псевдонимом The Juan MacLean — американский композитор.
Маклин был гитаристом группы Six Finger Satellite в Провиденсе. После распада группы он стал продюсером и преподавал английский язык. Друг музыканта, Джеймс Мерфи, убедил его вернуться к музыке, и они работали вместе над несколькими проектами. Маклин выпустил свой первый альбом в 2005 году и гастролировал по США. В последующие годы он выпустил еще несколько синглов и альбомов. В 2014 году он объявил о выпуске нового альбома In a Dream.

## Дискография

### Альбомы
- Less Than Human
- Visitations
- The Future Will Come
- DJ-Kicks
- Everybody Get Close
- In a Dream
- The Brighter The Light

### Синглы
- "By the Time I Get to Venus"
- "You Can't Have It Both Ways"
- "Give Me Every Little Thing"
- "Tito's Way"
- "Love Is in the Air"
- "Happy House"
- "The Simple Life"
- "One Day"
- "Feels So Good"
- "Can't Let Go"
- "You're My Destiny"
- "Feel Like Movin'"
- "Get Down (with My Love)"
- "A Place Called Space"
- "A Simple Design"
- "Here I Am"
- "Can You Ever Really Know Somebody"
- "What Do You Feel Free About?"
- "Zone Non Linear"